# La Charanga Habanera
La Charanga Habanera è un gruppo di musica tradizionale cubano di timba, creato nel 1988 da  Bernard Lion (cileno), direttore degli spettacoli dello "Sporting Club di Monaco" a Monte Carlo. Il repertorio del gruppo era composto da "standards" di musica tradizionale cubana (danzón, cha-cha-cha, mambo, bolero, guaracha, son cubano) degli anni '40 e '50 (Benny Moré, Ernesto Lecuona, Joseíto Fernández, Ñico Saquito, Miguel Matamoros, Raphael Lay, Richard Egues, etc).
Il gruppo era diretto da Geraldo Aguillón, ex musicista del Ritmo Oriental, ex violinista di Santiago di Cuba.
Il gruppo faceva per tre mesi all'anno da apri concerto per cantanti di livello internazionale come Stevie Wonder, Barry White, Sammy Davis Jr., Frank Sinatra, Tina Turner, Ray Charles.
I musicisti erano abbastanza anziani, perciò il gruppo fu totalmente ricostituito nel 1989 con dei musicisti più giovani, ad eccezione di David Calzado (violinista) e Jorge Emilio Maza (flautista).
Il gruppo fu allora diretto da José Picayo, pianista; Pedro César Fajardo era uno dei violinisti.
Nel 1990 il gruppo ha due nuovi membri: Victorino Patterson (trombettista) e Pedro Pablo Gutiérrez (violoncellista).
Nel 1992, il gruppo ritorna a Cuba.
L'orchestra è anche conosciuta per il suo comportamento sul palco che provoca l'isteria negli adolescenti cubani: i musicisti che si scambiano i loro strumenti, ballano ed effettuano delle prodezze da ginnasti continuando a suonare.
Nel 1997, la Charanga Habanera partecipa al 14º Festival mondiale della gioventù che si tiene in agosto all'Avana: per i loro eccessi verbali e scenici durante i loro concerti televisivi, al gruppo è vietato uscire dal territorio e dalla scena per 6 mesi, David Calzado è costretto a presentare delle scuse pubbliche alla televisione cubana.
Nel 1997, il gruppo si divise in tre:
Charanga Forever, Dany Lozada y su Timba Cubana e David Calzado & the new Charanga Habanera.

## Discografia
- (l'originale) Charanga Habanera
  - Me Sube La Fiebre (Love Fever), 1994, EGREM
  - Hey You, Loca!, 1995, Magic Music
  - Pa' Que Se Entere La Habana, 1996 Magic Music
  - Tremendo Delirio, 1997, Universal Music
  - Unreleased Songs
- (la nuova) Charanga Habanera
  - El Charanguero Mayor (El Baile de Azúcar), 2000, Karl Yor S.A.
  - Chan Chan Charanga (Tiene de Cuba, Tiene Mela'o), 2001, Karl Yor S.A.
  - Soy cubano, soy popular (2003)
  - Charanga Light (2004)
  - El ciclón de la Habana (2005)
  - No mires la caratula (2009)
  - Acabaito de nacer (2011)
- Lives
  - Charanga Habanera (Volumen I) dal vivo 1988 DOM
  - Live at Disco Azúcar, 1998
  - Live US Tour: 2000-2001
- Partecipazioni
  - Cuba le canta a Serrat: "Señora"
  - Haila: "Live" e "Diferente"

Yo soy asì feat Este Habana